# Micronycterinae
Micronycterinae – podrodzina ssaków z rodziny liścionosowatych (Phyllostomidae).

## Rozmieszczenie geograficzne
Podrodzina obejmuje gatunki występujące w Ameryce.

## Podział systematyczny
Do podrodziny należą następujące rodzaje:
- Lampronycteris Sanborn, 1949 – błyszczek – jedynym przedstawicielem jest Lampronycteris brachyotis (Dobson, 1879) – błyszczek żółtoszyi
- Micronycteris J.E. Gray, 1866 – karłogacek